# Channel One Cup 2019
51. edycja turnieju Channel One Cup była rozgrywana w dniach 12-15 grudnia 2019 roku. Brało w nim udział cztery reprezentacje: Czech, Szwecji, Finlandii, Rosji. Każdy zespół rozegrał po trzy spotkania, łącznie odbyło się sześć meczów. Cztery spotkania rozegrano w hali CSKA Arena w Moskwie, jeden z meczów odbył się na stadionie piłkarskim Gazprom Arena w Sankt Petersburgu, a jeden mecz odbył się w czeskim Pilźnie w hali LOGSPEED CZ Arena. Turniej był drugim, zaliczanym do klasyfikacji Euro Hockey Tour w sezonie 2019/2020.

## Wyniki
| 12 grudnia 2019 | Czechy | 4:3 pd. | Finlandia | LOGSPEED CZ Arena, Pilzno |

| Szczegóły      | Szczegóły                                                                           | Szczegóły            | Szczegóły                                                                 | Szczegóły                                                                                             |
| -------------- | ----------------------------------------------------------------------------------- | -------------------- | ------------------------------------------------------------------------- | --- |
| Godzina: 18:30 | M. Zaťovič (PP) 05:54 J. Sekáč (EQ) 09:44 L. Sedlák (EQ) 17:10 L. Sedlák (EQ) 60:23 | (3:1, 0:0, 0:2, 1:0) | 12:04 (EQ) H. Björninen 51:30 (EQ) J. Lammikko 59:12 (EQ) V-M. Savinainen | Widzów: 6 988 Sędzia główny: Linus Öhlund Mikael Sjöqvist Sędziowie liniowi: Jiri Ondrácek Josef Spúr |
| Godzina: 18:30 | 4 min. kar                                                                          |                      | 2 min. kar                                                                | Widzów: 6 988 Sędzia główny: Linus Öhlund Mikael Sjöqvist Sędziowie liniowi: Jiri Ondrácek Josef Spúr |

| 12 grudnia 2019 | Rosja | 3:4 | Szwecja | CSKA Arena, Moskwa |

| Szczegóły      | Szczegóły                                                             | Szczegóły       | Szczegóły                                                                               | Szczegóły |
| -------------- | --------------------------------------------------------------------- | --------------- | --------------------------------------------------------------------------------------- | --- |
| Godzina: 20:00 | W. Szypaczow (EQ) 36:24 K. Kaprizow (EQ) 51:40 K. Kaprizow (PP) 53:57 | (0:2, 1:1, 2:1) | 03:56 (PP) A. Petersson 11:44 (EQ) D. Brodin 21:51 (EQ) M. Strömwall 52:19 (EQ) D. Zaar | Widzów: 11 719 Sędzia główny: Lassi Heikkinen Kristian Vikman Sędziowie liniowi: Maksim Bersenow Jewgienij Judin |
| Godzina: 20:00 | 6 min. kar                                                            |                 | 14 min. kar                                                                             | Widzów: 11 719 Sędzia główny: Lassi Heikkinen Kristian Vikman Sędziowie liniowi: Maksim Bersenow Jewgienij Judin |

| 14 grudnia 2019 | Finlandia | 5:1 | Szwecja | CSKA Arena, Moskwa |

| Szczegóły      | Szczegóły | Szczegóły       | Szczegóły            | Szczegóły |
| -------------- | --- | --------------- | -------------------- | --- |
| Godzina: 11:00 | J. Puljujärvi (PP) 29:28 J. Karjalainen (PP) 36:41 M. Aaltonen (EQ) 53:52 V. Puustinen (EQ) 57:23 F. Tuohimaa (EN) 58:42 | (0:0, 2:1, 3:0) | 23:37 (EQ) D. Brodin | Widzów: 4 718 Sędzia główny: Siergiej Morozow Iwan Fatiejew Sędziowie liniowi: Nikita Szałagin Roman Sławikowski |
| Godzina: 11:00 | 8 min. kar |                 | 10 min. kar          | Widzów: 4 718 Sędzia główny: Siergiej Morozow Iwan Fatiejew Sędziowie liniowi: Nikita Szałagin Roman Sławikowski |

| 14 grudnia 2019 | Rosja | 4:3 pk. | Czechy | CSKA Arena, Moskwa |

| Szczegóły      | Szczegóły                                                                                      | Szczegóły                 | Szczegóły                                                        | Szczegóły |
| -------------- | ---------------------------------------------------------------------------------------------- | ------------------------- | ---------------------------------------------------------------- | --- |
| Godzina: 15:00 | A. Kuźmienko (EQ) 02:09 M. Grigorienko (PP) 17:44 I. Ożyganow (EQ) 48:48 W. Tkaczow (SO) 65:00 | (2:0, 0:2, 1:1, 0:0, 1:0) | 21:43 (EQ) L. Sedlák 35:24 (EQ) T. Filippi 47:28 (EQ) H. Zohorna | Widzów: 11 699 Sędzia główny: Lassi Heikkinen Kristian Vikman Sędziowie liniowi: Maksim Bersenow Jewgienij Judin |
| Godzina: 15:00 | 6 min. kar                                                                                     |                           | 6 min. kar                                                       | Widzów: 11 699 Sędzia główny: Lassi Heikkinen Kristian Vikman Sędziowie liniowi: Maksim Bersenow Jewgienij Judin |

| 15 grudnia 2019 | Szwecja | 3:1 | Czechy | CSKA Arena, Moskwa |

| Szczegóły      | Szczegóły                                                               | Szczegóły       | Szczegóły             | Szczegóły |
| -------------- | ----------------------------------------------------------------------- | --------------- | --------------------- | --- |
| Godzina: 14:00 | D. Rasmussen (EQ) 20:47 M. Strömwall (PP) 26:50 D. Rasmussen (EN) 59:34 | (0:0, 2:0, 1:1) | 48:41 (PP) H. Zohorna | Widzów: 9 178 Sędzia główny: Siergiej Morozow Iwan Fatiejew Sędziowie liniowi: Nikita Szałagin Roman Sławikowski |
| Godzina: 14:00 | 8 min. kar                                                              |                 | 4 min. kar            | Widzów: 9 178 Sędzia główny: Siergiej Morozow Iwan Fatiejew Sędziowie liniowi: Nikita Szałagin Roman Sławikowski |

| 15 grudnia 2019 | Rosja | 2:0 | Finlandia | Gazprom Arena, Sankt Petersburg |

| Szczegóły      | Szczegóły                                       | Szczegóły       | Szczegóły  | Szczegóły                                                                                                |
| -------------- | ----------------------------------------------- | --------------- | ---------- | --- |
| Godzina: 16:00 | A. Slepyszew (PP) 01:53 A. Slepyszew (EQ) 57:57 | (1:0, 0:0, 1:0) |            | Widzów: 67 877 Sędzia główny: Robin Sir Daniel Prazak Sędziowie liniowi: Maksim Bersenow Jewgienij Judin |
| Godzina: 16:00 | 2 min. kar                                      |                 | 4 min. kar | Widzów: 67 877 Sędzia główny: Robin Sir Daniel Prazak Sędziowie liniowi: Maksim Bersenow Jewgienij Judin |

## Klasyfikacja
| Poz. | Zespół    | M | Pkt | Z | WpD | PpD | P | G+ | G- | +/- |
| ---- | --------- | - | --- | - | --- | --- | - | -- | -- | --- |
| 1    | Szwecja   | 3 | 6   | 2 | 0   | 0   | 1 | 8  | 9  | -1  |
| 2    | Rosja     | 3 | 5   | 1 | 1   | 0   | 1 | 9  | 7  | +2  |
| 3    | Finlandia | 3 | 4   | 1 | 0   | 1   | 1 | 8  | 7  | +1  |
| 4    | Czechy    | 3 | 3   | 0 | 1   | 1   | 1 | 8  | 10 | -2  |